# C14H26
化学式C14H26（摩尔质量：194.35 g/mol，不饱和度为2）可指：
- 十四炔
  - 1-十四炔，CAS号：765-10-6 
  - 2-十四炔，CAS号：638-60-8 
  - 3-十四炔，CAS号：60212-32-0 
  - 4-十四炔，CAS号：60212-33-1 
  - 5-十四炔，CAS号：60212-34-2 
  - 6-十四炔，CAS号：3730-08-3 
  - 7-十四炔，CAS号：35216-11-6
- 环十四烯，CAS号：137595-12-1

|  | 这个同类索引页列出了具有相同分子式的化学物（即同分異構體）条目。 除非您是有意链接至本页，否则应将相应条目的内部链接指向正确的条目。 |